# Rio Mahi

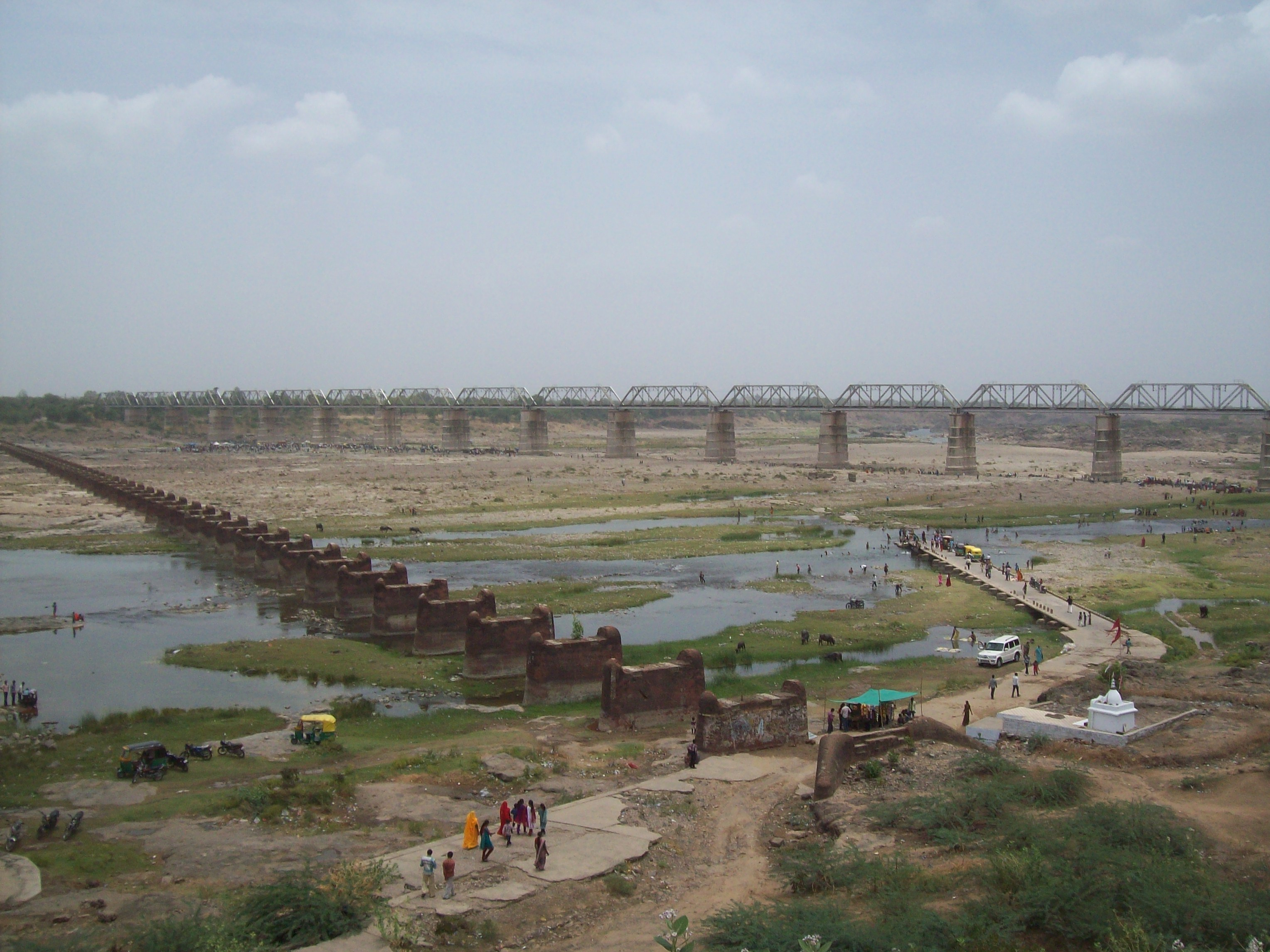
Ponte ferroviária sobre o rio Mahi, ligando as localidades de Sevaliya e Timba. R956+H4W, Pali, estado de Gujarate, 388710, Índia.

O rio Mahi (em hindi:  माही नदी) é um rio no oeste da Índia. Nasce no estado de Madia Pradexe e, depois fluir através da região de Vagad dos Rajastão, entra em Guzerate e cai no mar no golfo de Cambaia por um largo estuário perto de Cambaia. Tem 583 km de comprimento e drena uma bacia hidrográfica com cerca de 34842 km². É um dos únicos três grandes rios da Índia peninsular que corre de oeste para leste, conjuntamente com o rio Tapti e o rio Narmada.